# Личфилд, Генриетта
Генриетта Эмма Личфилд (англ. Henrietta Emma Litchfield; 25 сентября 1843 — 17 декабря 1927) — дочь Чарльза Дарвина и Эммы Дарвин (Уэджвуд).

## Биография
Генриетта Личфилд родилась в 1843 году в деревне Даун, графство Кент, в поместье отца Даун-Хаус. Она была третьей дочерью Чарльза Дарвина и первой, которая достигла совершеннолетия (старшая дочь, Энни, умерла в возрасте 10 лет, а вторая дочь, Мэри, умерла, не прожив и месяца).
31 августа 1871 года Генриетта вышла замуж за английского учёного и филантропа Ричарда Баклей Личфилда, который родился в Ярполе, неподалеку от Леоминстера, в 1832 году. У пары не было детей. Ричард скончался 11 января 1903 года в Каннах и был похоронен там же на Английском кладбище.
Генриетта Личфилд умерла в Берроуз-Хилл, Гомшалл, Суррей, в возрасте 84 лет. Некролог был опубликован в «The Times».
Похоронена на церковном кладбище St Mary the Virgin Churchyard, Даун, Кент.

## Редактура работ Ч. Дарвина и семейного архива

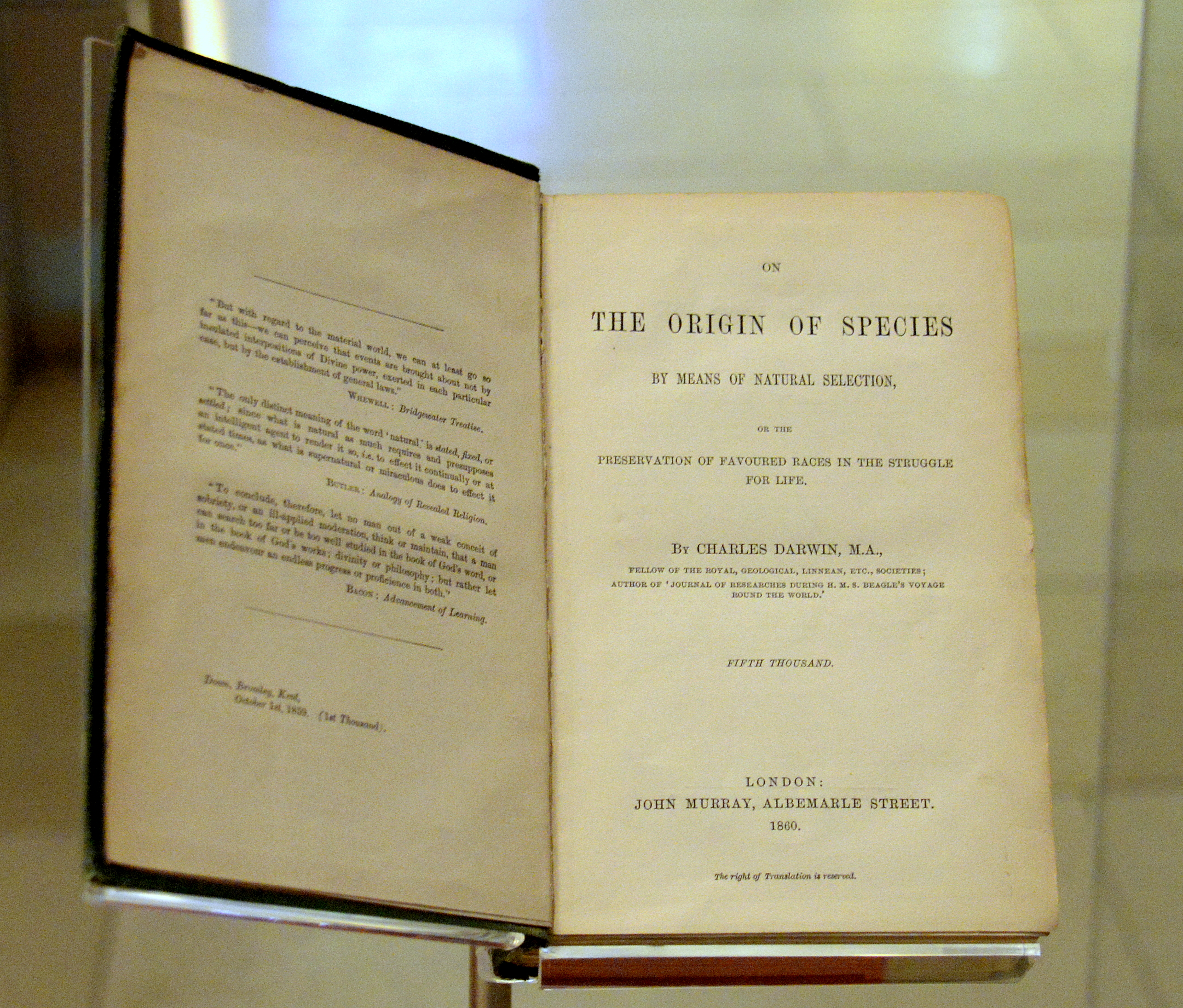
Книга Ч. Дарвина о происхождении видов, которую редактировали Фрэнк Дарвин и Генриетта Литчфилд

Генриетта и её брат Фрэнк часто помогали отцу в его работе, в частности, Генриетта помогала редактировать книгу «Происхождение человека и половой отбор».
Она отредактировала несколько книг Чарльза Дарвина, а также биографию её деда «Жизнь Эразма Дарвина» и «Автобиографию Чарльза Дарвина», удалив несколько спорных отрывков. Она также работала над личными документами своей матери («Эмма Дарвин: Век семейных писем», 1904). В ответ на рассказ Элизабет Хоуп о том, что её отец якобы обратился к вере на смертном одре, написала в 1922 году статью в The Christian, в которой говорилось, что эта история «не имеет никакого основания».